# College

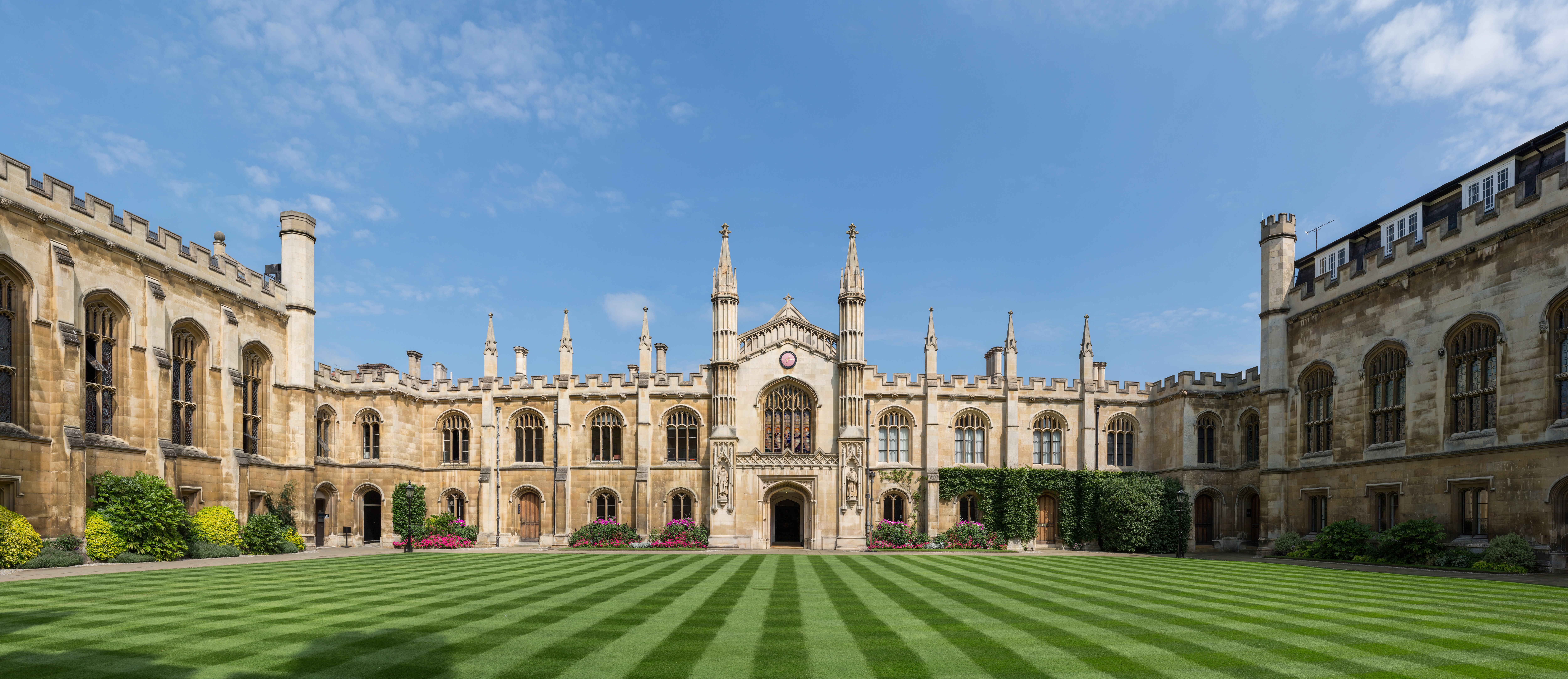
Corpus Christi College, uno dei collegi costituenti dell'Università di Cambridge in Inghilterra.

Il termine college (dal latino collegium) è usato soprattutto nei paesi anglofoni per denotare una scuola secondaria con studenti interni o un'istituzione educativa superiore, specificamente nel senso di residenza universitaria.

## Differenza tra università e college
In relazione all'università, il termine college normalmente si riferisce ad una parte dell'università che non ha il potere autonomo di rilasciare la laurea. Le lauree sono sempre rilasciate dalle università, i college sono istituzioni oppure organizzazioni che preparano gli studenti per la laurea. Questi ultimi quindi vengono preparati per la laurea di un'università di cui fanno parte e in alcuni casi i college sono istituzioni indipendenti che preparano gli studenti come candidati esterni ad altre università.
Nel passato, molte di quelle che oggi sono università con il potere di rilasciare la laurea erano dei college aventi la possibilità di rilasciare il certificato di laurea attraverso una università federale (es. Università di Cardiff) o attraverso un'altra università (es. molte delle università post-1992). Negli USA invece ha sviluppato caratteristiche proprie, spesso denota una istituzione universitaria dotata anche di residenze per studenti.

## Nel mondo

### Canada
Nell'inglese canadese, il termine "college" si riferisce solitamente a una scuola professionale, una scuola di arti applicate/scienza/tecnologia/economia/salute o un college comunitario. Si tratta di istituti post-secondari che rilasciano certificati, diplomi, titoli associati e (in alcuni casi) diplomi di laurea. L'acronimo francese specifico per le istituzioni pubbliche all'interno del particolare sistema pre-universitario e di istruzione tecnica del Quebec è CEGEP (Collège d'enseignement général et professionnel, "istituto universitario di istruzione generale e professionale"). Sono istituti di livello collegiale a cui uno studente in genere si iscrive se desidera proseguire l'università nel sistema educativo del Quebec, o imparare un mestiere. In Ontario e Alberta, ci sono anche istituzioni designate come college universitari, che rilasciano solo diplomi universitari. Questo per differenziare tra le università che hanno sia programmi universitari che master e quelle che non prevedono quest'ultimo.
In Canada esiste una forte distinzione tra “college” e “università”. In una conversazione, si direbbe specificamente o "stanno andando all'università" (cioè studiando per una laurea triennale o quadriennale in un'università) o "stanno andando al college" (cioè studiando in un corso di formazione tecnico/professionale).

#### Utilizzo in ambito universitario
Il termine college si applica anche a entità distinte che agiscono formalmente come istituzione affiliata all'università, formalmente denominate college federato o college affiliati. Un'università può anche includere formalmente diversi college costituenti, formando un'università collegiale. Esempi di università collegiali in Canada includono la Trent University e l'Università di Toronto. Questi tipi di istituzioni agiscono in modo indipendente, mantenendo le proprie dotazioni e proprietà. Tuttavia, rimangono affiliati o federati con l'università generale, essendo l'università generale l'istituzione che concede formalmente i diplomi. Ad esempio, il Trinity College una volta era un'istituzione indipendente, ma in seguito divenne federato con l'Università di Toronto. Diverse università centralizzate in Canada hanno imitato il modello universitario collegiale; sebbene i collegi costituenti di un'università centralizzata rimangano sotto l'autorità dell'amministrazione centrale. Le università centralizzate che hanno adottato il modello collegiale in una certa misura includono l'Università della British Columbia, con il Green College e il St. John's College; e la Memorial University of Newfoundland, con il Sir Wilfred Grenfell College.
Occasionalmente, "college" si riferisce a una facoltà specifica per materia all'interno di un'università che, sebbene distinta, non è né federata né affiliata: College of Education, College of Medicine, College of Dentistry, College of Biological Science tra gli altri.
Il Royal Military College of Canada è un college militare che forma ufficiali per le forze armate canadesi. L'istituzione è un'università a tutti gli effetti, con l'autorità di rilasciare diplomi di laurea, sebbene continui a menzionare il termine college nel suo nome. Anche le scuole sorelle dell'istituto, il Royal Military College Saint-Jean, usano il termine college nel suo nome, sebbene la sua offerta accademica sia simile a un'istituzione CEGEP in Quebec. Un certo numero di scuole d'arte post-secondarie in Canada usavano in precedenza la parola college nei loro nomi, nonostante fossero formalmente un'università. Tuttavia, la maggior parte di queste istituzioni furono ribattezzate o rinominate all'inizio del 21º secolo, omettendo la parola college dal nome.

#### Utilizzo nell'istruzione secondaria
La parola college continua ad essere utilizzata nei nomi delle scuole secondarie pubbliche separate in Ontario. Anche un certo numero di scuole indipendenti in tutto il Canada usano la parola college nel suo nome.
Anche i consigli scolastici pubblici secolari dell'Ontario si riferiscono alle loro scuole secondarie come istituti collegiali. Tuttavia, l'uso della parola istituto collegiale varia tra i consigli scolastici. Istituto collegiale è il nome predominante per le scuole secondarie nel Lakehead District School Board e nel Toronto District School Board, sebbene la maggior parte dei consigli scolastici in Ontario utilizzi l'istituto collegiale insieme alla scuola superiore e alla scuola secondaria nei nomi delle proprie istituzioni. Allo stesso modo, le scuole secondarie di Regina e Saskatoon sono chiamate Collegiate.

### Cile
Ufficialmente, dal 2009, la Pontificia università cattolica del Cile ha incorporato il termine "college" come nome di un programma di istruzione terziaria come una laurea. Il programma prevede una laurea in Scienze Naturali e Matematica, una laurea in Scienze Sociali e una laurea in Lettere e Filosofia. Ha lo stesso sistema delle università americane, unisce major e minor e infine permette agli studenti di proseguire un titolo di studio superiore nella stessa università una volta completato il programma.
Ma in Cile, il termine "college" non è solitamente utilizzato per l'istruzione terziaria, ma è utilizzato principalmente nel nome di alcune scuole private bilingue, corrispondenti ai livelli 0, 1 e 2 dell'ISCED 2011. Alcuni esempi sono il Santiago College, il Saint George's College, tra gli altri.

### Stati Uniti

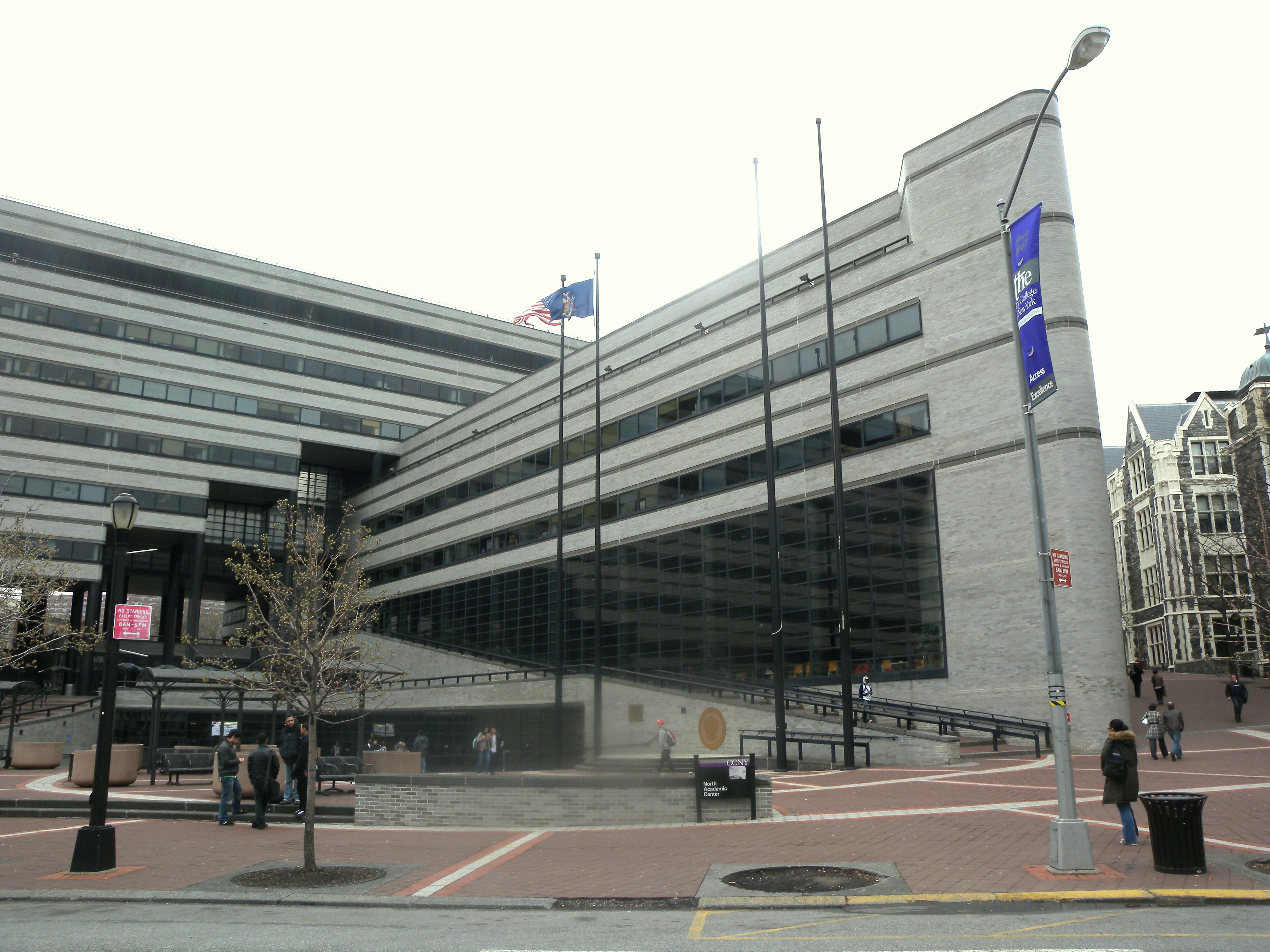
City College di New York

Negli Stati Uniti, nel periodo 2020-2021 c’erano 5.916 istituti post-secondari (università e college), con un picco di 7.253 nel 2012-2013 e da allora in calo ogni anno. Un "college" negli Stati Uniti può riferirsi a una parte costitutiva di un'università (che può essere un college residenziale, la suddivisione dell'università che offre corsi universitari, o una scuola dell'università che offre particolari corsi specialistici), un istituto indipendente che offre corsi di livello bachelor o un istituto che offre istruzione in un particolare campo professionale, tecnico o professionale. Nell'uso popolare, la parola "college" è il termine generico per qualsiasi istruzione universitaria post-secondaria. Gli americani "vanno al college" dopo la scuola superiore, indipendentemente dal fatto che l'istituzione specifica sia formalmente un college o un'università. Alcuni studenti scelgono di iscriversi doppiamente, frequentando le lezioni universitarie mentre sono ancora al liceo. La parola e i suoi derivati sono i termini standard usati per descrivere le istituzioni e le esperienze associate all'istruzione universitaria post-secondaria americana.
Gli studenti devono pagare il college prima di prendere lezioni. Alcuni ottengono il denaro tramite prestiti e altri studenti finanziano la propria istruzione con contanti, borse di studio, sussidi o una combinazione di questi metodi di pagamento. Nel 2011, il governo statale o federale ha sovvenzionato da $ 8.000 a $ 100.000 per ogni laurea. Per le scuole statali (chiamate università “pubbliche”), il sussidio veniva concesso al college, mentre lo studente beneficiava di tasse scolastiche inferiori. Lo Stato ha sovvenzionato in media il 50% delle tasse universitarie pubbliche.
I college variano in termini di dimensioni, grado e durata del soggiorno. I college biennali, conosciuti anche come junior o community college, di solito offrono un diploma associato, mentre i college quadriennali offrono solitamente un diploma di laurea. Spesso si tratta di istituti interamente universitari, sebbene alcuni abbiano programmi di scuola di specializzazione.
Le istituzioni quadriennali negli Stati Uniti che enfatizzano un curriculum di arti liberali sono conosciute come college di arti liberali (liberal arts colleges). Fino al 20º secolo, le arti liberali, il diritto, la medicina e la teologia erano praticamente l’unica forma di istruzione superiore disponibile negli Stati Uniti. Queste scuole hanno tradizionalmente enfatizzato l'istruzione a livello universitario, sebbene in queste istituzioni possa ancora essere effettuata ricerca avanzata.
Anche se negli Stati Uniti non esiste uno standard nazionale, il termine "università" designa principalmente gli istituti che forniscono istruzione universitaria e post-laurea. Un'università ha tipicamente come nucleo e divisione interna più grande un college universitario che insegna un curriculum di arti liberali, culminante anche in una laurea. Ciò che spesso distingue un'università è avere, inoltre, una o più scuole di specializzazione impegnate sia nell'insegnamento dei corsi di specializzazione che nella ricerca. Spesso queste sono chiamate Facoltà di Giurisprudenza o Facoltà di Medicina. Un'eccezione è l'Università di Vincennes, nell'Indiana, che è designata e istituita come "università" anche se quasi tutti i suoi programmi accademici portano solo a diplomi associati di due anni. Alcune istituzioni, come il Dartmouth College e il College of William & Mary, hanno mantenuto il termine "college" nei loro nomi per ragioni storiche. In un caso unico, il Boston College e la Boston University, il primo situato a Chestnut Hill, Massachusetts e la seconda situata a Boston, Massachusetts, sono istituzioni completamente separate.
L'utilizzo dei termini varia tra gli stati. Nel 1996, ad esempio, la Georgia ha trasformato tutti i suoi istituti quadriennali precedentemente designati come college in università, e tutte le sue scuole di tecnologia professionale in istituti tecnici.
I termini "università" e "college" non esauriscono tutti i possibili titoli per un istituto americano di istruzione superiore. Altre opzioni includono "istituto" (Worcester Polytechnic Institute e Massachusetts Institute of Technology), "accademia" (Accademia militare degli Stati Uniti), "unione" (Cooper Union), "conservatorio" (Conservatorio del New England) e "scuola" (Juilliard Scuola). Nell'uso colloquiale, vengono ancora indicati come "college" quando si fa riferimento ai loro studi universitari.
Il termine college è anche, come nel Regno Unito, utilizzato per una parte costituente semi-autonoma di un'università più grande ma generalmente organizzata su linee accademiche piuttosto che residenziali. Ad esempio, in molte istituzioni, la parte universitaria dell'università può essere brevemente definita college (come il College dell'Università di Chicago, l'Harvard College ad Harvard o il Columbia College alla Columbia University) mentre in altre, come il "college" dell'Università della California - Berkeley sono raccolte di programmi accademici e altre unità che condividono alcune caratteristiche comuni, missione o focus disciplinare (il "college of engineering", il "college of nursing" e così via). Esistono altre varianti per ragioni storiche, inclusi alcuni usi che esistono a causa di fusioni e acquisizioni; per esempio, la Duke University, che fino agli anni '20 si chiamava Trinity College, chiama ancora la sua principale suddivisione universitaria Trinity College of Arts and Sciences.

#### Collegi residenziali

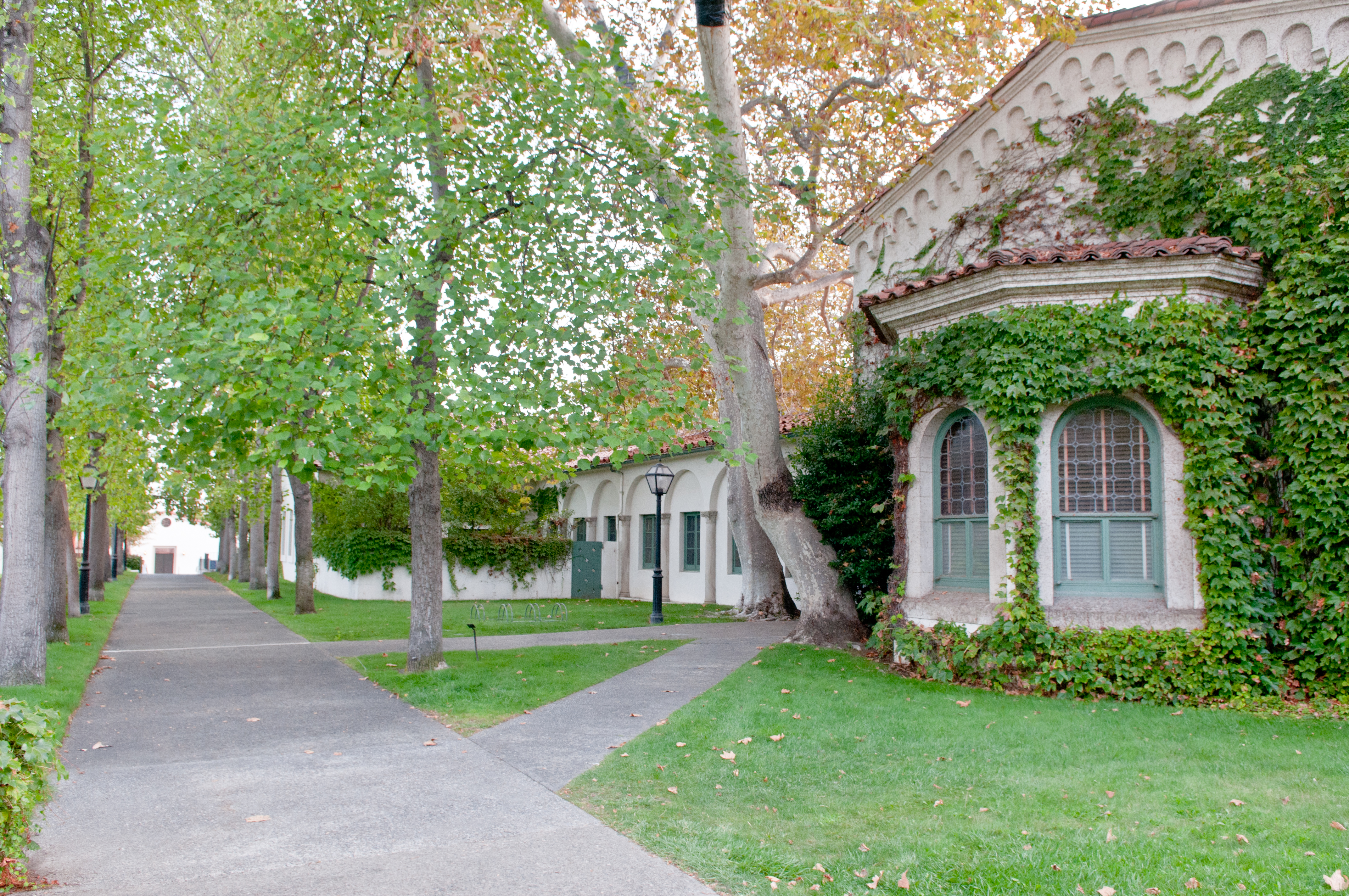
Scripps College

Alcune università americane, come Princeton, Rice e Yale, hanno istituito college residenziali (a volte, come Harvard, la prima a istituire un tale sistema negli anni '30, noti come case) sulla falsariga di Oxford o Cambridge. A differenza dei college di Oxbridge, ma analogamente a Durham, questi college residenziali non sono entità giuridiche autonome né sono tipicamente molto coinvolti nell'istruzione stessa, essendo principalmente interessati a vitto, alloggio e vita sociale. All'Università del Michigan, all'Università della California, a San Diego e all'Università della California, a Santa Cruz, ogni college residenziale insegna i propri corsi di scrittura di base e ha il proprio insieme distintivo di requisiti di laurea.
Negli ultimi anni molte università statunitensi hanno posto maggiore enfasi sui college residenziali. Ciò è esemplificato dalla creazione di nuovi college presso le scuole della Ivy League come l’Università di Yale e l’Università di Princeton, e dagli sforzi per rafforzare il contributo dei college residenziali all’istruzione degli studenti, anche attraverso una task force del 2016 a Princeton sull’istruzione residenziale.

#### Origine dell'uso negli Stati Uniti
I fondatori dei primi istituti di istruzione superiore negli Stati Uniti erano laureati dell'Università di Oxford e dell'Università di Cambridge. Le piccole istituzioni da loro fondate non sarebbero sembrate loro università: erano minuscole e non offrivano i gradi più alti in medicina e teologia. Inoltre, non erano composti da numerosi piccoli collegi. Invece, le nuove istituzioni sembravano i college di Oxford e Cambridge a cui erano abituati: piccole comunità, che ospitavano e nutrivano i loro studenti, con istruzioni impartite da tutor residenziali (come nel Regno Unito, descritto sopra). Quando i primi studenti si diplomavano, questi "college" si assumevano il diritto di conferire loro diplomi, di solito con autorità: ad esempio, il College of William & Mary ha una carta reale della monarchia britannica che gli consente di conferire diplomi mentre il Dartmouth College ha un carta che gli consente di rilasciare diplomi "come di solito vengono concessi in una delle università o in qualsiasi altro college nel nostro regno di Gran Bretagna".
I dirigenti dell'Harvard College (che concesse i primi diplomi americani nel 1642) avrebbero potuto pensare al loro college come al primo di molti college residenziali che sarebbero cresciuti fino a diventare un'università di New Cambridge. Tuttavia, nel corso del tempo, furono fondati pochi nuovi college e Harvard crebbe e aggiunse facoltà superiori. Alla fine, cambiò il suo titolo in università, ma il termine "college" era rimasto e i "college" sono sorti in tutti gli Stati Uniti.
Nell'uso statunitense, la parola "college" non solo incarna un particolare tipo di scuola, ma è stata storicamente utilizzata per riferirsi al concetto generale di istruzione superiore quando non è necessario specificare una scuola, come in "andare al college" (going to college) o "conti di risparmio universitari" (college savings accounts) offerti dalle banche.
In un sondaggio condotto su oltre 2.000 studenti universitari in 33 stati e 156 campus diversi, il gruppo di ricerca sull’interesse pubblico degli Stati Uniti ha rilevato che lo studente medio spende fino a 1.200 dollari ogni anno solo per libri di testo e forniture. In confronto, il gruppo afferma che equivale al 39% delle tasse scolastiche e delle tasse in un college comunitario e al 14% delle tasse scolastiche e delle tasse in un'università pubblica quadriennale.

#### Legge sulla concessione di terreni a Morrill
Oltre ai college e alle università private, gli Stati Uniti hanno anche un sistema di università pubbliche finanziate dal governo. Molti furono fondati ai sensi del Morrill Land-Grant Colleges Act del 1862. Era sorto un movimento per portare alle masse una forma di istruzione superiore più pratica, poiché "... molti politici ed educatori volevano rendere possibile a tutti i giovani americani di ricevere una sorta di istruzione avanzata." Il Morrill Act "...ha reso possibile ai nuovi stati occidentali di istituire college per i cittadini." Il suo obiettivo era rendere l'istruzione superiore più facilmente accessibile alla cittadinanza del paese, in particolare migliorare i sistemi agricoli fornendo formazione e borse di studio nella produzione e vendita di prodotti agricoli, e fornire istruzione formale in "...agricoltura, economia domestica, arti meccaniche e altre professioni che all'epoca sembravano pratiche."
La legge fu infine estesa per consentire a tutti gli stati rimasti nell'Unione durante la guerra civile americana, e infine a tutti gli stati, di istituire tali istituzioni. La maggior parte dei college istituiti ai sensi del Morrill Act sono diventati da allora università a pieno titolo, e alcuni fanno parte delle élite del mondo.

#### Vantaggi del college
La scelta di un college quadriennale rispetto ad un junior college biennale, anche da parte di studenti marginali come quelli con una media C+ alle superiori e punteggi SAT a metà dell’800, aumenta la probabilità di conseguimento del diploma e conferisce sostanziali vantaggi economici e benefici sociali.

## Asia

### Bangladesh

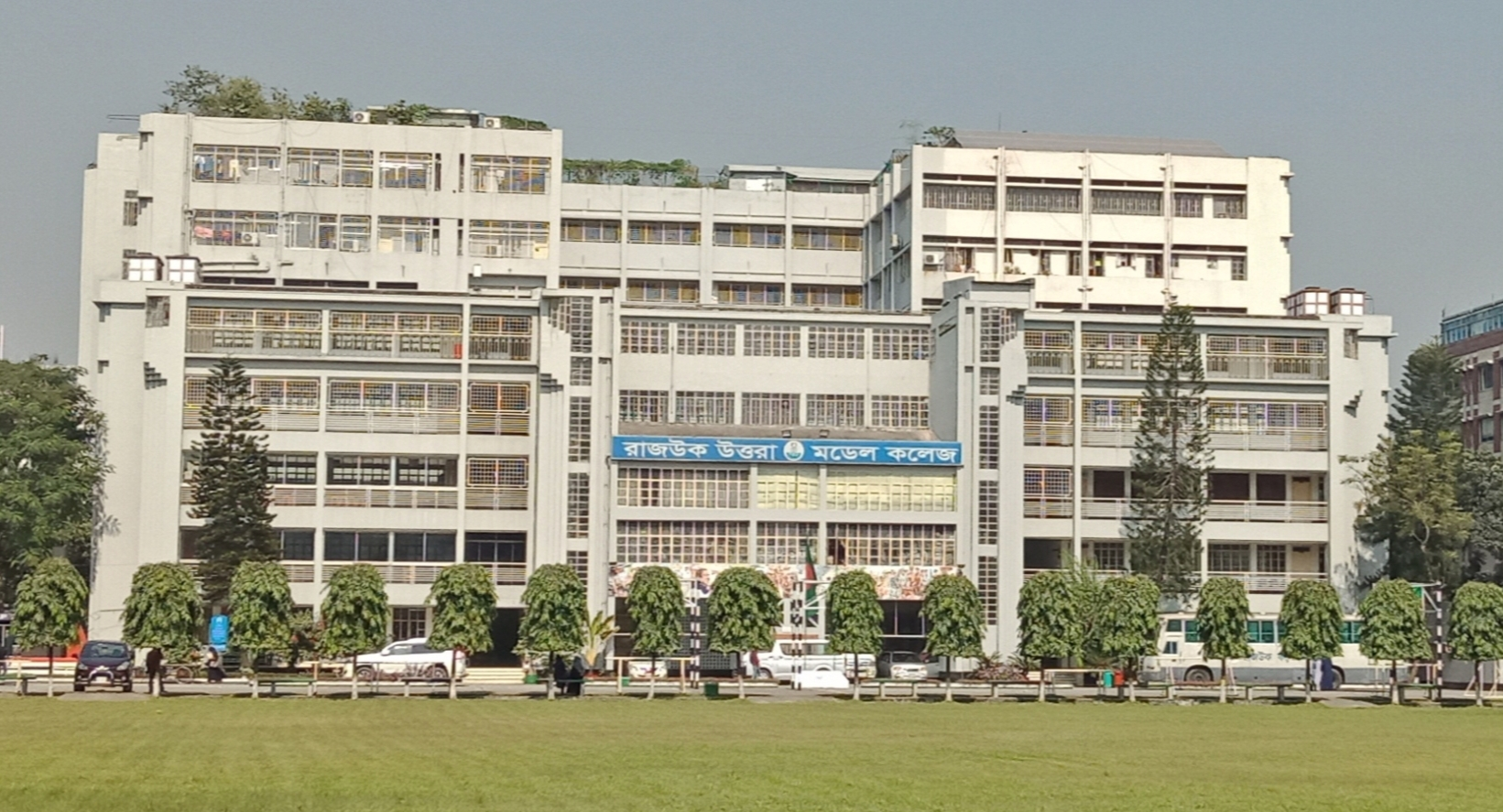
RAJUK Uttara Model College, situato nel sobborgo settentrionale di Uttara nella capitale Dacca.

In Bangladesh, gli istituti scolastici che offrono istruzione secondaria superiore (11º - 12º grado) sono conosciuti come college.

### Hong Kong
A Hong Kong, il termine "college" è utilizzato dalle istituzioni terziarie come parte dei loro nomi o per riferirsi a una parte costitutiva dell'università, come i college della collegiata The Chinese University of Hong Kong; o in una residenza di un'università, come il St. John's College, Università di Hong Kong. Molte scuole secondarie più vecchie hanno il termine "college" come parte dei loro nomi.

### India
Il moderno sistema educativo fu fortemente influenzato dagli inglesi a partire dal 1835.
In India, il termine "college" è comunemente riservato agli istituti che offrono diplomi di scuola superiore al 12º anno ("Junior College", simile alle scuole superiori americane), e quelli che offrono il bachelor's degree; alcune università, tuttavia, offrono programmi fino al livello di dottorato. Generalmente, i college sono situati in diverse parti di uno stato e sono tutti affiliati a un'università regionale. I college offrono programmi che portano al conseguimento dei diplomi di quell'università. I collegi possono essere autonomi o non autonomi. I college autonomi hanno il potere di stabilire il proprio programma di studio e di condurre e valutare i propri esami; nei collegi non autonomi gli esami vengono svolti dall'università, contemporaneamente per tutti i college ad essa affiliati. Ci sono diverse centinaia di università e ogni università ha college affiliati, spesso numerosi.
Il primo college di arti e scienze liberali in India fu il "Cottayam College" o "Syrian College", Kerala nel 1815. In questo college fu avviato il primo istituto di istruzione residenziale interlinguistica in Asia. Attualmente è un seminario teologico popolarmente conosciuto come Seminario teologico ortodosso o Vecchio Seminario. Successivamente, il CMS College, Kottayam, fondato nel 1817, e il Presidency College, Calcutta, anch'esso nel 1817, inizialmente noto come Hindu College. Il primo collegio per lo studio della teologia cristiana e dell'indagine ecumenica fu il Serampore College (1818). La prima istituzione missionaria a impartire un'istruzione in stile occidentale in India fu lo Scottish Church College, Calcutta (1830). Il primo college di commercio ed economia in India fu il Sydenham College, Mumbai (1913).
In India è stato introdotto un nuovo termine: Autonomous Institutes & Colleges. I college autonomi sono college che devono essere affiliati a una determinata università. Questi college possono condurre la propria procedura di ammissione, programma degli esami, struttura delle tasse, ecc. Tuttavia, al termine del corso, non possono rilasciare la propria laurea o diploma. Il titolo o diploma finale viene rilasciato dall'università affiliata. Inoltre, alcuni cambiamenti significativi potrebbero aprire la strada alla NEP (New Education Policy 2020) che potrebbero influenzare le attuali linee guida per università e college.

### Israele

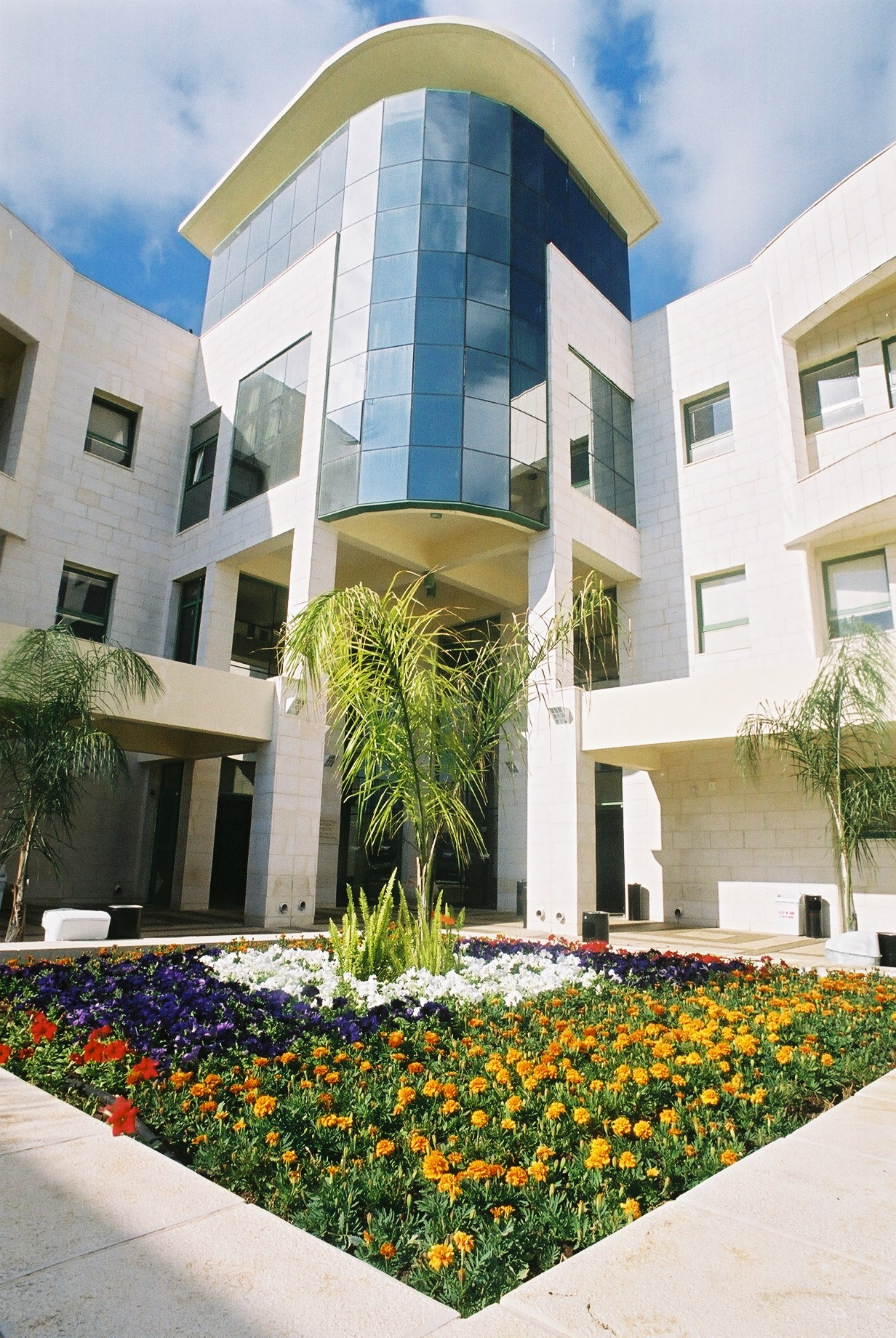
Braude College (Ingegneria)

In Israele, qualsiasi struttura di istruzione superiore non universitaria è chiamata college. Gli istituti accreditati dal Consiglio per l'istruzione superiore in Israele (CHE) per conferire un diploma di laurea sono chiamati "collegi accademici" (ebraico: מִכְלָלָה, romanizzato: Mikhlala; plurale ebraico: מכללות, romanizzato: Mikhlalot). Questi college (almeno 4 per il 2012) possono offrire anche master e fungere da strutture di ricerca. Ci sono anche più di venti istituti o seminari di formazione per insegnanti, la maggior parte dei quali può rilasciare solo un diploma di Bachelor of Education (BEd).
- College accademici: qualsiasi struttura educativa autorizzata a offrire almeno un diploma di laurea è autorizzata dal CHE a utilizzare il termine collegio accademico nel suo nome[22].
- College accademico di ingegneria: qualsiasi struttura accademica che offra almeno una laurea e la maggior parte delle sue facoltà fornisce una laurea in ingegneria e una licenza di ingegneria.
- College accademico di formazione: dopo che una struttura educativa che era stata approvata per lo status di "Seminario per insegnanti" viene approvata per fornire un Bachelor of Education, il suo nome viene modificato per includere "College di formazione accademica".
- Istituto tecnico (מכללה טכנולוגית): è una struttura educativa approvata per consentire di fornire diploma e licenze di laurea in educazione fisica (הנדסאי) (14ª classe) o di tecnico (טכנאי) (13ª classe).
- Training College: una struttura educativa che fornisce formazione di base che consente a una persona di ricevere un permesso di lavoro in campi come medicina alternativa, cucina, arte, meccanica, elettricità e altre professioni. Un tirocinante potrebbe ricevere il diritto di svolgere determinate professioni come apprendista (meccanico, elettricista ecc.). Dopo aver lavorato nel campo della formazione per un tempo sufficiente, l'apprendista potrebbe ottenere una licenza per operare. Questa struttura educativa viene utilizzata principalmente per fornire formazione di base per lavori a bassa tecnologia e per persone in cerca di lavoro senza alcuna formazione fornita dal Servizio nazionale per l'impiego (שירות התעסוקה).

### Macao
Seguendo l'uso portoghese, il termine "college" (colégio) a Macao è stato tradizionalmente utilizzato nei nomi degli istituti educativi pre-universitari privati (e non governativi), che corrispondono a un livello fino a un massimo di sei a livelli. Tali scuole sono solitamente gestite dalla chiesa cattolica romana o dai missionari a Macao. Gli esempi includono il Chan Sui Ki Perpetual Help College, lo Yuet Wah College e il Sacred Heart Canossian College.

### Filippine
Nelle Filippine, i college si riferiscono solitamente a istituti di apprendimento che rilasciano diplomi ma i cui campi scolastici non sono così diversi come quelli di un'università (Università di Santo Tomas, Università delle Filippine, Università Ateneo de Manila, Università De La Salle, Università dell'Estremo Oriente University, e AMA University), come il San Beda College specializzato in diritto, l'AMA Computer College, i cui campus sono sparsi in tutte le Filippine, specializzato in tecnologie dell'informazione e computazionali, e il Mapúa Institute of Technology specializzato in ingegneria, o per unità componenti all'interno delle università che non concedono diplomi ma piuttosto facilitano l'insegnamento di un campo particolare, come un College of Science e un College of Engineering, tra molti altri college dell'Università delle Filippine.
Un college statale potrebbe non avere la parola "college" nel suo nome, ma potrebbe avere diversi college o dipartimenti componenti. Pertanto, l'Istituto di Scienza e Tecnologia Eulogio Amang Rodriguez è un college statale per classificazione.
Di solito, il termine "college" è pensato anche come una demarcazione gerarchica tra il termine "università", e un buon numero di college cercano di essere riconosciuti come università come segno di miglioramento degli standard accademici (Colegio de San Juan de Letran, San Beda College) e aumento della diversità dei corsi di laurea offerti. Per i college privati, ciò può essere fatto attraverso un sondaggio e una valutazione da parte della Commissione per l'istruzione superiore e delle organizzazioni di accreditamento, come è stato il caso dell'Urios College, che ora è il P. Università Saturnino Urio. Per i college statali, di solito ciò avviene tramite una legislazione del Congresso o del Senato. Nell'uso comune, "andare al college" significa semplicemente frequentare una scuola per una laurea, sia che provenga da un istituto riconosciuto come college o università.
Quando si parla di livello di istruzione, college è il termine più utilizzato come sinonimo di istruzione terziaria o superiore. Uno studente che ha conseguito la sua laurea presso un istituto con i termini college o università nel suo nome ufficiale è considerata una persona che frequenta o è andata al college.

### Singapore
Il termine "college" a Singapore è generalmente utilizzato solo per istituti di istruzione pre-universitaria chiamati "Junior Colleges", che forniscono gli ultimi due anni di istruzione secondaria (equivalenti al sesto modulo in termini britannici o ai gradi 11-12 nel sistema americano). Dal 1º gennaio 2005 con il termine si intendono anche i tre campus dell'Istituto di Istruzione Tecnica con l'introduzione del "sistema collegiale", in cui i tre istituti sono chiamati rispettivamente ITE College East, ITE College Central e ITE College West.
Il termine "università" è usato per descrivere gli istituti di istruzione superiore che offrono diplomi conferiti a livello locale. Le istituzioni che offrono diplomi sono chiamate "politecnici", mentre altre istituzioni vengono spesso chiamate "istituti".

### Sri Lanka
Esistono diversi istituti professionali che offrono istruzione post-secondaria senza rilasciare diplomi correlati ad un "college". Ciò include lo Sri Lanka Law College, i numerosi istituti tecnici e istituti di insegnamento.

### Turchia
In Turchia, il termine "kolej" (college) si riferisce a una scuola superiore privata, tipicamente preceduta da un anno di educazione linguistica preparatoria. Notevoli college turchi includono il Robert College, l'Uskudar American Academy, l'American Collegiate Institute e il Tarsus American College.

## Africa

### Sudafrica
Sebbene il termine "college" sia difficilmente utilizzato in qualsiasi contesto in qualsiasi università del Sudafrica, alcuni istituti terziari non universitari si definiscono college. Questi includono istituti di formazione per insegnanti, istituti di economia e istituti di gestione della fauna selvatica.

### Zimbabwe
Il termine college è utilizzato principalmente dalle scuole secondarie private o indipendenti di livello avanzato e anche dai politecnici che conferiscono solo diplomi. Uno studente può completare l'istruzione secondaria (International General Certificate of Secondary Education, IGCSE) a 16 anni e procedere direttamente ad un istituto politecnico oppure può procedere al livello Avanzato (da 16 a 19 anni) e ottenere un Certificato Generale di Istruzione (GCE - General Certificate of Education) che consente loro di iscriversi all'università, a condizione che abbiano buoni voti. In alternativa, con voti inferiori, i titolari del certificato GCE avranno un ulteriore vantaggio rispetto ai loro colleghi GCSE se scelgono di iscriversi a un college politecnico. Alcune scuole in Zimbabwe scelgono di offrire gli studi di baccellierato internazionale come alternativa all'IGCSE e al GCE.

## Europa

### Grecia
Kollegio (in greco Κολλέγιο) si riferisce ai centri educativi post-liceo (in greco Κέντρο Μεταλυκειακής Εκπαίδευσης, abbreviato come Keme), che sono principalmente privati e appartengono al sistema post-secondario greco. Alcuni di loro hanno collegamenti con istituti di istruzione superiore dell’UE o degli Stati Uniti o con organizzazioni di accreditamento, come il NEASC. Kollegio (o Kollegia al plurale) può anche riferirsi a scuole private non terziarie, come l'Athens College.

### Irlanda
In Irlanda il termine "college" viene normalmente utilizzato per descrivere un istituto di istruzione terziaria. Gli studenti universitari spesso affermano di frequentare il "college" piuttosto che l'"università". Fino al 1989 nessuna università forniva direttamente insegnamento o ricerca; sono stati formalmente offerti da un collegio costituente dell'università.
Esistono numerosi istituti di istruzione secondaria che tradizionalmente utilizzavano la parola "college" nei loro nomi: si tratta di scuole private più antiche (come il Belvedere College, il Gonzaga College, il Castleknock College e il St. Michael's College) o quelle che in passato erano un particolare tipo di scuola secondaria. Queste scuole secondarie, precedentemente note come "istituti tecnici", sono state ribattezzate "community college", ma rimangono scuole secondarie.
L'unica università antica del paese è l'Università di Dublino. Creata durante il regno di Elisabetta I, è modellata sulle università collegiali di Cambridge e Oxford. Tuttavia, fu fondato un solo college costituente, da qui la curiosa posizione dell'attuale Trinity College di Dublino; sebbene entrambi siano generalmente considerati la stessa cosa, l'università e il college sono entità aziendali completamente distinte con strutture di governo separate e parallele.
Tra le fondazioni più moderne, l'Università Nazionale d'Irlanda, fondata nel 1908, era composta da college costituenti e college riconosciuti fino al 1997. I primi sono ora indicati come università costituenti – istituzioni che sono essenzialmente università a pieno titolo. L'Università Nazionale può far risalire la sua esistenza al 1850 e alla creazione della Queen's University of Ireland e alla creazione dell'Università Cattolica d'Irlanda nel 1854. Dal 1880, i ruoli di rilascio dei diplomi di queste due università furono assunti dalla Royal University of Irlanda, che rimase fino alla creazione della National University nel 1908 e della Queen's University Belfast.
Le due nuove università dello stato, la Dublin City University e l'Università di Limerick, erano inizialmente istituti del National Institute for Higher Education. Queste istituzioni hanno offerto titoli accademici e ricerche di livello universitario fin dall'inizio della loro esistenza e hanno ottenuto lo status di università nel 1989 in riconoscimento di ciò.
L'istruzione tecnica di terzo livello nello Stato è stata svolta negli Istituti Tecnologici, istituiti a partire dagli anni '70 come Istituti Tecnici Regionali. Queste istituzioni hanno un'autorità delegata che autorizza loro a rilasciare titoli e diplomi di Quality and Qualifications Ireland (QQI) a proprio nome.
Esistono numerosi college privati come la Dublin Business School, che offrono corsi universitari e post-laurea convalidati da QQI e in alcuni casi da altre università.
Altri tipi di college includono college di istruzione, come il Church of Ireland College of Education. Si tratta di istituzioni specializzate, spesso collegate a un'università, che forniscono titoli accademici sia universitari che post-laurea per le persone che desiderano formarsi come insegnanti.
Esistono numerosi istituti di istruzione superiore finanziati dallo stato, che offrono istruzione e formazione professionale in una vasta gamma di settori, dagli studi aziendali e tecnologie dell'informazione e della comunicazione alla terapia degli infortuni sportivi. Questi corsi durano solitamente uno, due o meno spesso tre anni e sono convalidati da QQI ai livelli 5 o 6, o per il premio BTEC Higher National Diploma, che è una qualifica di livello 6/7, convalidata da Edexcel. Esistono numerosi college privati (in particolare a Dublino e Limerick) che offrono qualifiche di istruzione sia ulteriore che superiore. Questi titoli e diplomi sono spesso certificati da università straniere/organismi internazionali di certificazione e sono allineati al Quadro nazionale delle qualifiche ai livelli 6, 7 e 8.

### Paesi Bassi
Nei Paesi Bassi ci sono 3 percorsi formativi principali dopo la scuola superiore.
- MBO (istruzione applicata di livello medio), che è l'equivalente del junior college. Progettato per preparare gli studenti a mestieri qualificati e occupazioni tecniche e lavoratori in ruoli di supporto in professioni come ingegneria, contabilità, amministrazione aziendale, infermieristica, medicina, architettura e criminologia o per un'istruzione aggiuntiva in un altro college con materiale accademico più avanzato.
- HBO (istruzione professionale superiore), che è l'equivalente del college e ha un orientamento professionale. Dopo l'HBO (in genere 4–6 anni), gli alunni possono iscriversi a un programma di master (professionale) (1–2 anni) o entrare nel mercato del lavoro. L'HBO viene insegnato nelle università professionali (hogescholen), di cui ce ne sono oltre 40 nei Paesi Bassi, ognuna delle quali offre un'ampia varietà di programmi, ad eccezione di alcune specializzate in arte o agricoltura. Alle hogescholen non è consentito definirsi "università" in olandese. Ciò si estende anche all'inglese e quindi le istituzioni HBO sono conosciute come università di scienze applicate[23].
- WO (Istruzione scientifica), che equivale all'istruzione di livello universitario e ha un orientamento accademico.

Ai diplomati della HBO possono essere assegnati due titoli, che sono Baccalaureus (bc.) e Ingenieur (ing.). In un'istituzione WO possono essere assegnati molti più titoli di laurea e master. Lauree triennali: Bachelor of Arts (BA), Bachelor of Science (BSc) e Bachelor of Laws (LLB). Diplomi master: Master of Arts (MA), Master of Laws (LLM) e Master of Science (MSc). Il titolo di dottorato è un titolo di ricerca rilasciato al completamento e alla discussione di una tesi di dottorato.

### Portogallo
In Portogallo, il termine colégio (college) è normalmente utilizzato come riferimento generico a una scuola privata (non governativa) che fornisce l'istruzione di base a quella secondaria. Molte delle scuole private includono il termine colégio nel loro nome. Alcune scuole pubbliche speciali - solitamente di tipo collegiale - includono anche il termine nel loro nome, con un esempio notevole è il Colégio Militar (Collegio Militare). Il termine colégio interno (letteralmente "collegio interno") è usato specificatamente come riferimento generico a un collegio scolastico.
Fino al XIX secolo, un colégio era solitamente una scuola secondaria o pre-universitaria, di carattere pubblico o religioso, dove gli studenti vivevano abitualmente insieme. Un modello per questi college fu il Royal College of Arts and Humanities, fondato a Coimbra dal re Giovanni III del Portogallo nel 1542.

### Regno Unito

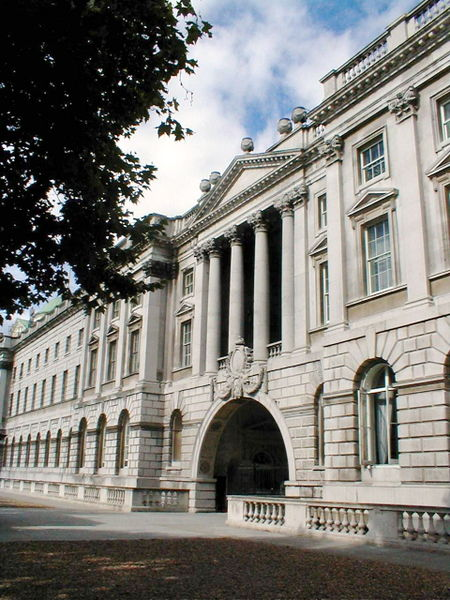
Il King's College London, fondato con un Royal Charter nel 1829, è uno dei college fondatori dell'Università di Londra.

#### Istruzione secondaria e istruzione ulteriore
I college di istruzione ulteriore (FE - Further Education) e i college di sesto grado sono istituti che forniscono istruzione aggiuntiva a quella ricevuta nella scuola secondaria agli studenti di età superiore ai 16 anni. Nel contesto dell'istruzione secondaria, il termine "college" è utilizzato nei nomi di alcune scuole private, ad esempio Eton College e Winchester College.

#### Istruzione superiore
Nell'istruzione superiore, un college è normalmente un istituto che non detiene lo status di università, sebbene possa anche riferirsi a una parte costitutiva di un'università collegiale o federale o a un gruppo di facoltà o dipartimenti accademici all'interno di un'università. Tradizionalmente la distinzione tra college e università era che i college non rilasciavano diplomi mentre le università si, ma questo non è più il caso con NCG che ha ottenuto poteri di conferimento di titoli di studio (gli stessi di alcune università) per conto dei suoi college, e molti dei college dell'Università di Londra detengono pieni poteri di rilascio di diplomi e sono effettivamente università. La maggior parte delle università, tuttavia, non detiene i propri poteri di rilascio dei diplomi e continua a offrire corsi di istruzione superiore convalidati da università o altre istituzioni che possono rilasciare diplomi.
In Inghilterra, ad agosto 2016, oltre il 60% degli istituti di istruzione superiore finanziati direttamente dall'HEFCE (208/340) sono istituti di istruzione superiore o di sesto grado, spesso definiti college di istruzione superiore, insieme a 17 college dell'Università di Londra, un college universitario, 100 università e altri 14 istituti (sei dei quali utilizzano la parola "college" nel nome). Nel complesso, ciò significa che oltre due terzi degli istituti di istruzione superiore sovvenzionati dallo stato in Inghilterra sono college di un tipo o dell’altro. Molti istituti privati sono chiamati anche college, ad esempio il New College of the Humanities e il St Patrick's College di Londra.
I college all'interno delle università variano enormemente nelle loro responsabilità. I grandi college costituenti l'Università di Londra sono effettivamente università a pieno titolo; i college di alcune università, compresi quelli dell'University of the Arts London e i college più piccoli dell'Università di Londra, gestiscono i propri corsi di laurea ma non rilasciano diplomi; quelli dell'Università di Roehampton forniscono alloggio e assistenza pastorale oltre all'insegnamento nei corsi universitari; quelli di Oxford e Cambridge impartiscono parte dell'insegnamento nei corsi universitari oltre a fornire alloggio e assistenza pastorale; e quelli di Durham, Kent, Lancaster e York forniscono alloggio e assistenza pastorale ma normalmente non partecipano all'insegnamento formale. Anche lo status giuridico di questi college varia ampiamente, con i college dell'Università di Londra che sono società indipendenti ed enti riconosciuti, i college di Oxbridge, i college dell'Università delle Highlands e delle Isole (UHI) e alcuni college di Durham che sono società indipendenti ed enti quotati, la maggior parte dei college di Durham i college di proprietà dell'università ma ancora enti elencati, e quelli di altre università collegiali che non hanno riconoscimento formale. Quando si richiede un corso universitario tramite UCAS, i college dell'Università di Londra vengono trattati come fornitori indipendenti, i college di Oxford, Cambridge, Durham e UHI vengono trattati come sedi all'interno delle università che possono essere selezionate specificando un "codice campus".
L'UHI e l'Università del Galles Trinity Saint David (UWTSD) includono entrambi istituti di istruzione superiore. Tuttavia, mentre i college UHI integrano l'offerta FE e HE, l'UWTSD mantiene una separazione tra i campus universitari (Lampeter, Carmarthen e Swansea) e i due college (Coleg Sir Gâr e Coleg Ceredigion; nb coleg in gallese significa college), che pur facendo parte dello stesso gruppo sono trattati come istituzioni separate piuttosto che come college all'interno dell'università.
Un college universitario è un'istituzione indipendente con il potere di rilasciare diplomi di insegnamento, ma a cui non è stato concesso lo status di università. University College è un titolo protetto che può essere utilizzato solo previa autorizzazione, tuttavia tieni presente che University College London, University College, Oxford e University College, Durham sono college all'interno delle rispettive università e non college universitari (nel caso in cui l'UCL detenga pieni poteri di conferimento di titoli che lo pongono al di sopra di un college universitario), mentre l'University College di Birmingham è un'università a sé stante e non è nemmeno un college universitario.

## Oceania

### Australia

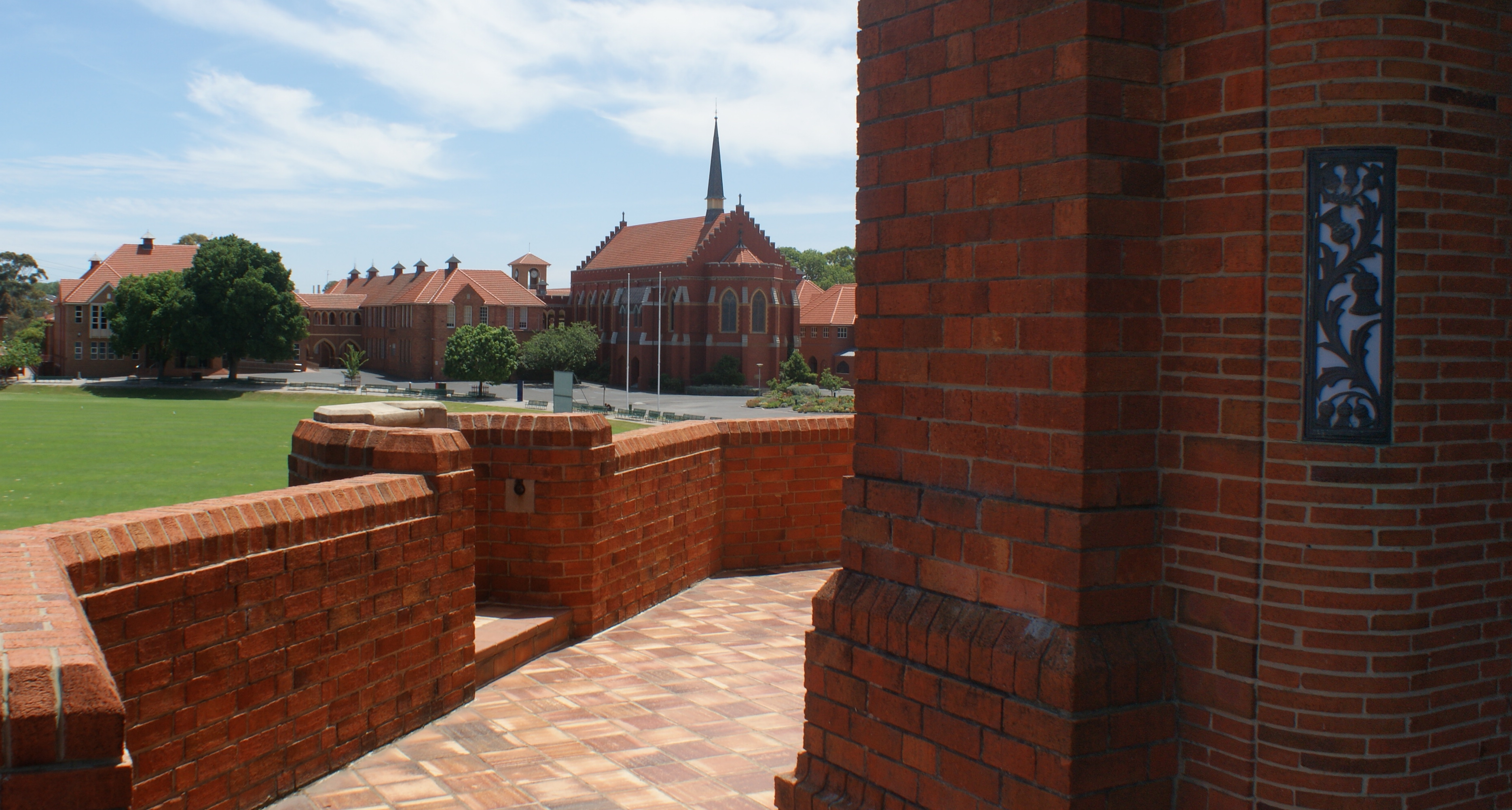
Scotch College, Melbourne, una scuola secondaria indipendente in Australia.

In Australia un college può essere un istituto di istruzione terziaria più piccolo di un'università, gestito in modo indipendente o come parte di un'università. A seguito di una riforma negli anni '80, molti dei college precedentemente indipendenti appartengono ora a università più grandi.
Riferendosi alle parti di un'università, ci sono college residenziali che forniscono residenza agli studenti, sia universitari che post-laurea, chiamati college universitari. Questi college spesso forniscono ulteriore assistenza tutoriale e alcuni ospitano studi teologici. Molte università hanno tradizioni e rituali forti, così come una combinazione di alloggi in stile dormitorio e cultura di fratellanze e sorellanze.
La maggior parte degli istituti di istruzione tecnica e superiore (TAFE - Technical and Further Education), che offrono corsi professionali con certificati e diplomi, sono denominati "college TAFE" o "college di TAFE". In alcuni luoghi, come la Tasmania, il college si riferisce a un tipo di scuola per gli studenti dell'undicesimo e dodicesimo anno, ad esempio il Don College.

### Nuova Zelanda
I college costituenti dell'ex Università della Nuova Zelanda (come il Canterbury University College) sono diventati università indipendenti. Alcune residenze associate alle università neozelandesi mantengono il nome di "college", in particolare presso l'Università di Otago (che, sebbene portata sotto la protezione dell'Università della Nuova Zelanda, possedeva già lo status di università e permessi di rilascio dei diplomi). Le istituzioni precedentemente note come "College magistrali" (Teacher-training colleges) ora si chiamano "College di educazione".
Alcune università, come l'Università di Canterbury, hanno diviso la propria università in "College" amministrativi costituenti: il College of Arts contenente dipartimenti che insegnano arte, scienze umane e sociali, College of Science contenente dipartimenti di scienze e così via. Questo è in gran parte modellato sul modello Cambridge, discusso sopra.
Come nel Regno Unito, alcuni organismi professionali in Nuova Zelanda si definiscono "college", ad esempio il Royal Australasian College of Surgeons e il Royal Australasian College of Physicians.
In alcune parti del paese, la scuola secondaria viene spesso chiamata college e il termine è usato in modo intercambiabile con scuola superiore. Questo a volte confonde le persone provenienti da altre parti della Nuova Zelanda. Ma in tutte le parti del paese molte scuole secondarie hanno "College" nel nome, come il Rangitoto College, la scuola secondaria più grande della Nuova Zelanda.